# Кадифена манатарка
Кадифената манатарка (Xerocomus subtomentosus) е вид ядлива базидиева гъба от семейство Манатаркови (Boletaceae).

## Описание
Шапката достига 8 cm в диаметър, на цвят е бежово-кафява, кафеникава с маслинен оттенък или жълтеникаво-кафява до жълта. Повърхността ѝ е суха, обикновено ненапукана, покрита с фина като кадифе плъст. Пънчето е цилиндрично, по-рядко бухалковидно, към шапката набраздено, на цвят е жълто в горната част, надолу е кафеникаво или червеникаво. При нараняване или допир често посинява. Месото на гъбата е плътно, бледожълто, в основата на пънчето обикновено розово или розово-кафяво, като при излагане на въздух посинява. Има приемливи вкусови качества.

## Местообитание
Среща се през юни – октомври в широколистни и смесени гори. Развива се в микориза с различни дървесни видове.